# IC 4114
IC 4114 ist eine Spiralgalaxie im Sternbild Jagdhunde am Nordsternhimmel. Sie ist schätzungsweise 372 Millionen Lichtjahre von der Milchstraße entfernt und hat einen Durchmesser von etwa 30.000 Lj.

In derselben Himmelsregion befinden sich u. a. die Galaxien IC 4073, IC 4100, IC 4135, IC 4155.
Das Objekt wurde am 21. März 1903 von Max Wolf entdeckt.